# Mercer, Pennsylvania
Mercer är administrativ huvudort i Mercer County i delstaten Pennsylvania. Orten har fått namn efter militären och läkaren Hugh Mercer. Enligt 2010 års folkräkning hade Mercer 2 002 invånare.